# 蝴蝶结 (Aimer单曲)
《蝴蝶结》（蝶々結び）是Aimer的第11張單曲。2016年8月17日開始發售。初回生産限定盤内含收錄有音樂影像和錄音棚實錄影像的DVD。此外，早期出貨版光碟還附有第十支單曲「insane dream / us」W購入者特典的明星片。

## 概述
野田洋次郎（RADWIMPS）本次提供並制作的歌曲《蝴蝶结》有著民搖一般的風格。
野田洋次郎除了提供曲子和擔當制作人之外，還參加了錄制和聲。另外，永积崇也參與了吉他彈奏與和聲錄制。
作为CP曲所收录的《九月》，是RADWIMPS专辑《RADWIMPS 3〜無人島に持っていき忘れた一枚〜》中同名曲子的翻唱版本。

## 收录曲目

### CD
1. 蝴蝶结（蝶々結び） (5:07)
作詞・作曲・編曲：野田洋次郎
2. 望著夏草想念你（夏草に君を想う） (4:23)
作詞：aimerrhythm、作曲：百田留衣、編曲：玉井健二・百田留衣
3. 九月（セプテンバーさん） (5:02)
作詞・作曲：野田洋次郎、編曲：玉井健二・飛內將大

### 初回限定盤 DVD SECL-1968
1. 蝴蝶结（蝶々結び） (MUSIC VIDEO) 
以下　LIVE AT ANYWHERE Vol.28（lineme）2016年5月13日 より
2. Moon River
3. 如果不曾遇見你～夏雪冬花～（あなたに出会わなければ～夏雪冬花～）
4. 角宿一（スピカ）
5. Mine
6. broKen NIGHT
7. RE:I AM
8. ninelie
9. Brave Shine
10. Re:pray

## 参加音乐家

### 蝴蝶结
- 野田洋次郎 - 钢琴、和声
- 永积崇 (ハナレグミ) -  吉他、和声
- 真船勝博 - ベース
- あらきゆうこ - 爵士鼓

### 望著夏草想念你
- 百田留衣 - 编排和乐器演奏

### 九月
- 飞内将大 -编排和乐器演奏

## 制作列表
- 执行制片人-桂田大助，玉井健二
- 艺术方向和设计 -松田剛
- 设计-村上智香
- 摄影师 -加藤アラタ
- 头发和化妆 -村上绫
- 项目协调员-山口润

### 蝴蝶结
- 音樂製作人 - 野田洋次郎
- 音訊工程師 - 菅井正剛
- 助理工程师 - 澤本哲朗
- 追加录音 - Fumiaki Unehara
Recorded & Mixed at Aobadai Studio
- 音訊工程師 - Dick Beetham (360 Mastering)

### 望著夏草想念你
- 制作人 - 玉井健二 (agehasprings)
- Director Organizer - 森冈英贵
- 记录工程师 - 森真树
在Studio Device录音
- 混音工程 - 熊坂敏（prime sound studio form）
在prime sound studio form混音
- 音讯工程师 - 茅根裕司
在索尼东京音乐工作室制作

### 蝴蝶结 (音乐视频)
- 演员表 - Aimer、野田洋次郎、石賀和輝、稲垣早織、大橋典之、小川智彩葵、小川美優葵、甲斐翔真、風祭ゆき、河合朗弘、菊池真琴、日下雅貴、古川一哉、後藤小太郎、杉本愛里、鈴木仁、田辺諒、中里未歩、中村穣、新津ちせ、西谷星彩、本条友奈埜、本多明鈴日、前田知恵、牧野莉佳、松田北斗、真広佳奈、石塚奈緒子、石塚朱浬、石塚唯浬、柏木武史、柏木結、柏木千遥、中野亜紀、中野悠月季、藤井麻里、藤井咲太朗、藤井うらら、森郁、森永遠、森絆
- 制作人 - 田井えみ
- 产品经理 - 海上佳纯 尾形龙一
- 角色分配 - 小田真由美
- 拍摄 - 铃木雅也
- 发型 - 小林丽子
- 车辆 - 石本稔、半田雅也、中村刚、加藤阳三
- Productions合作，小泽弘邦
- 后期制作 - 柄泽大二郎
- 拍摄协助 - 八王子东京数字好莱坞大学
- 导演、编辑 - 岩井俊二

### LIVE AT ANYWHERE Vol.28（lineme）
- 混音工程师 - 森真树
在Sony音乐工作室东京录音(2016/05/13)
在Studio Device混录
- 指导编辑-塚本聪
- 射击 - 三好隆太
- 灯光 - 古谷美明
- 摄影助理 - 渡边大

## 发售日期
| 区域 | 释放日期      | 标签             | 标准         | 目录编号        | 发言                      |
| ---- | ------------- | ---------------- | ------------ | --------------- | ------------------------- |
| 日本 | 2016年8月17日 | SME Records      | 12cmCD       | SECL-1969       | 普通版                    |
| 日本 | 2016年8月17日 | SME Records      | 12cmCD + DVD | SECL-1967～1968 | 首发限量版                |
| 日本 | 2016年8月17日 | SME Records      | 数字下载     | 1137865371      | iTunes                    |
| 日本 | 2016年8月17日 | 索尼音乐唱片公司 | 数字下载     | A1004690381     | RecoChoku AAC 128/320kbps |
| 日本 | 2016年8月17日 | 索尼音乐唱片公司 | 数字下载     | 4547557046595   | 莫拉 AAC-LC320kbps        |
| 日本 | 2016年8月17日 | 索尼音乐唱片公司 | 数字下载     | B01HMLMNH2      | 亚马逊日本                |

## 商业合作
| 歌名   | 商業搭配                                                    |
| ------ | ----------------------------------------------------------- |
| 蝴蝶结 | 日本电视娛樂新聞節目《清爽!!》（スッキリ!!）2016年8月主題曲 |

## 出处
1. ↑  . Oricon Inc.   [2016-10-07]. （原始内容存档于2019-07-13）.
2. ↑  . Hanshin Contents Link Corporation.   [2016-10-07]. （原始内容存档于2021-02-28）.
3. ↑  . Hanshin Contents Link Corporation.   [2016-10-07]. （原始内容存档于2018-04-06）.
4. ↑  . The Natsu Style.   [2016-10-07]. （原始内容存档于2020-08-13）.
5. ↑  . LabelGate Co.,Ltd.   [2016-10-07]. （原始内容存档于2016-10-10）.
6. ↑  . LabelGate Co.,Ltd.   [2016-10-07]. （原始内容存档于2016-10-10）.
7. ↑  . ONGAKU SHUPPANSHA Co.,Ltd.   [2016-10-07]. （原始内容存档于2016-10-09）.
8. ↑  . Tokyo Broadcasting System Television, Inc.   [2016-10-07]. （原始内容存档于2016年10月9日）.
9. ↑  . 音楽ナタリー. 2016年6月8日  [2016年6月30日]. （原始内容存档于2019年6月14日）.
10. ↑  . Apple Inc.   [2016-10-10]. （原始内容存档于2017-04-14）.
11. ↑  . RecoChoku Co.,Ltd.   [2016-10-10]. （原始内容存档于2016-10-22）.
12. ↑  . LabelGate Co.,Ltd.   [2016-10-10]. （原始内容存档于2020-10-28）.
13. ↑  . Amazon.com, Inc..   [2016-10-10].